# Asamblea Constituyente de Colombia de 1991
La Asamblea Nacional Constituyente de Colombia fue convocada en 1991 para promulgar una nueva Constitución Política para el país, en reemplazo de la centenaria Constitución de 1886. Cesaron sus funciones el 4 de julio de 1991, tras promulgar la nueva constitución.

## Historia

### Antecedentes
El presidente Virgilio Barco propuso en 1988 iniciar un proceso para reformar totalmente la Constitución de 1886, la cual durante su siglo funcional, había sufrido sucesivas reformas parciales; según Barco, se requería de una reforma más profunda para sentar las bases de un nuevo acuerdo político en el país. La respuesta por parte de la oposición fue totalmente constructiva, llevando al expresidente Misael Pastrana, jefe del Partido Conservador a firmar el Acuerdo de la Casa de Nariño con Barco para emprender el camino de la reforma constitucional.
La propuesta fue respaldada por Luis Carlos Galán y en parte por el expresidente Carlos Lleras Restrepo, pero con la oposición del expresidente Alfonso López Michelsen. El Acuerdo de la Casa de Nariño creó el Proceso de Reajuste Institucional de ocho meses, que contemplaba la creación de un órgano constituyente, originado en el Congreso; este presentaría una propuesta de reforma constitucional al Congreso, y luego, se realizaría un referéndum donde los artículos reformados se someterían a la aprobación del pueblo, y contemplaba la redacción de una propuesta a cargo de una comisión preparatoria, integrada por 14 miembros, 13 de los cuales eran representantes de los Partidos Liberal y Conservador. 
A pesar de que la reforma la dirigían estos dos partidos, la comisión preparatoria realizó cinco audiencias públicas convocando diferentes organizaciones no gubernamentales y organizaciones sociales. Durante estas audiencias se presentaron una serie propuestas individuales y colectivas, por parte de varios sectores; sindicatos, gremios, partidos, movimientos, universidades, etc. Tales organizaciones llevaron 523 propuestas, de estas difícilmente se podría extraer un proyecto político o modelo económico común, pues en su mayoría constituían reivindicaciones corporativas o sectoriales.
Sin embargo, el Acuerdo de la Casa de Nariño no pudo continuar avanzando, debido a que fue declarado inconstitucional por el Consejo de Estado, el 4 de abril de 1988, pese a esto el gobierno decidió presentar al consideración del Congreso un proyecto de reforma constitucional, el 27 de julio de 1988. No obstante, el 15 de diciembre de 1988, el gobierno hundió el proyecto de reforma en el Congreso debido a la injerencia del Cartel de Medellín, que teniendo congresistas en su nómina, habían agregado una pregunta para prohibir la extradición, punto agregado pocos días antes; el 5 de diciembre, pero no discutido, por Norberto Morales Ballesteros, presidente de la Cámara de Representantes.
Tras el asesinato de Luis Carlos Galán, se empezó a la vez un movimiento estudiantil universitario, llamado "Todavía podemos salvar a Colombia" creador de la propuesta llamada la Séptima papeleta, el cual consiguió que se contara extraoficialmente un voto extra en las elecciones parlamentarias de marzo de 1990, solicitando una consulta popular para la convocatoria a una Asamblea Constituyente, la cual también había sido una de las condiciones del grupo guerrillero Movimiento 19 de abril (M-19) para liberar al político conservador Álvaro Gómez Hurtado. La Corte Suprema de Justicia avaló el resultado de más de 2 millones de votos, argumentando la incapacidad para limitar el poder del constituyente primario; de esta forma, junto a las elecciones presidenciales de mayo de 1990, se consultó sobre la aprobación de convocatoria a una Asamblea Nacional Constituyente, resultando aprobada por más del 86% de los electores.
Como consecuencia, se convocó a elecciones para el 9 de diciembre de 1990, para elegir los 70 delegatarios a la Asamblea; como una forma de sellar el proceso de paz que el gobierno adelantaba con diversos grupos armados ilegales, se aprobó la inclusión de 4 constituyentes con voz pero sin voto en representación suya: uno por el Ejército Popular de Liberación (EPL), dos por el Partido Revolucionario de los Trabajadores (PRT) y otro por el Movimiento Armado Quintín Lame.

## Elección
Para las elecciones a la Asamblea Nacional Constituyente de 1991, realizadas el  9 de diciembre de 1990, los partidos utilizaron estrategias diferentes; así mientras la Alianza Democrática M-19 y el Movimiento de Salvación Nacional decidieron lanzar listas únicas, el Partido Social Conservador se dividió en algunas listas para focalizar el voto y el Partido Liberal realizó una explosión de listas regionales en lo que se llamó la "Operación avispa"; el movimiento estudiantil consiguió la elección de un constituyente, que se alineó con los liberales. Los resultados por agrupación política fueron los siguientes:
| Partido político          | Partido político                                              | Escaños                   | Escaños                   | Votos     | Votos |
| Partido político          | Partido político                                              | Total                     | %                         | Total     | %     |
| ------------------------- | ------------------------------------------------------------- | ------------------------- | ------------------------- | --------- | ----- |
|                           | Partido Liberal Colombiano (L)                                | 25                        | 35,76%                    | 1 158 344 | 31,2% |
|                           | Alianza Democrática M-19 (AD M-19)                            | 19                        | 27,1%                     | 992 613   | 26,7% |
|                           | Movimiento de Salvación Nacional (MSN)                        | 11                        | 15,7%                     | 574 411   | 15,4% |
|                           | Partido Social Conservador y conservadores independientes (C) | 9                         | 12,8%                     | 422 110   | 11,4% |
|                           | Movimiento Unión Cristiana (UC)                               | 2                         | 2,9%                      | 115 201   | 3,1%  |
|                           | Unión Patriótica (UP)                                         | 2                         | 2,9%                      | 95 088    | 2,5%  |
|                           | Movimientos Indígenas (ONIC y AICO)                           | 2                         | 2,9%                      | 54 226    | 1,5%  |
| Otros                     | Otros                                                         | 0                         | 0,0%                      | 236 362   | 6,4%  |
| Votos blancos             | Votos blancos                                                 | Votos blancos             | Votos blancos             | 37 735    | 1,1%  |
| Votos nulos               | Votos nulos                                                   | Votos nulos               | Votos nulos               | 24 467    |       |
| Total de votos escrutados | Total de votos escrutados                                     | Total de votos escrutados | Total de votos escrutados | 3 710 557 |       |

## Constituyentes
La siguiente es la lista de los 70 constituyentes elegidos, con voz y voto en la Asamblea, y los 4 constituyentes sin voto pero con voz:

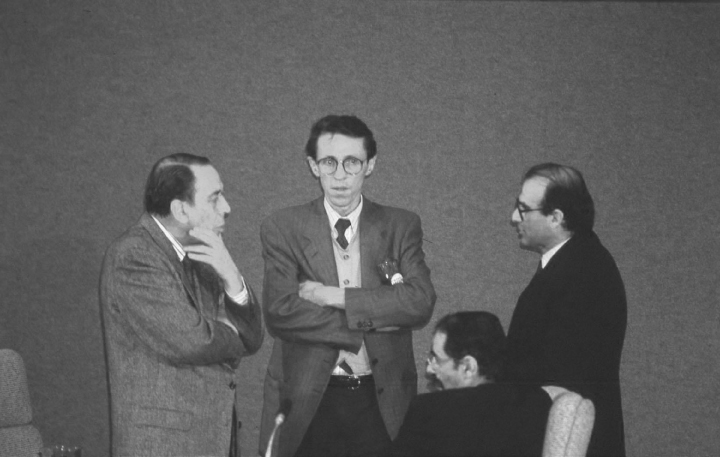
Gómez Hurtado, Navarro Wolff, De la Calle y Serpa.

### Constituyentescon voz y voto
| Constituyente                                                   | Imagen | Partido político                           | Cabeza de lista               |
| --------------------------------------------------------------- | ------ | ------------------------------------------ | ----------------------------- |
| Antonio Navarro Wolff                                           |        | Alianza Democrática M-19                   | Antonio Navarro Wolff         |
| Hassam Habid Machado                                            |        | Alianza Democrática M-19                   | Antonio Navarro Wolff         |
| Carlos Ossa Escobar                                             |        | Alianza Democrática M-19                   | Antonio Navarro Wolff         |
| Alejandro Diez                                                  |        | Alianza Democrática M-19                   | Antonio Navarro Wolff         |
| Álvaro Leyva Durán                                              |        | Alianza Democrática M-19                   | Antonio Navarro Wolff         |
| Rosemberg Pabón Pabón                                           |        | Alianza Democrática M-19                   | Antonio Navarro Wolff         |
| José María Velasco Guerrero                                     |        | Alianza Democrática M-19                   | Antonio Navarro Wolff         |
| María Mercedes Carranza                                         |        | Alianza Democrática M-19                   | Antonio Navarro Wolff         |
| María Teresa Garcés Lloreda                                     |        | Alianza Democrática M-19                   | Antonio Navarro Wolff         |
| Héctor Pineda Salazar                                           |        | Alianza Democrática M-19                   | Antonio Navarro Wolff         |
| Fabio Villa Rodríguez                                           |        | Alianza Democrática M-19                   | Antonio Navarro Wolff         |
| Angelino Garzón                                                 |        | Alianza Democrática M-19                   | Antonio Navarro Wolff         |
| Otty Patiño                                                     |        | Alianza Democrática M-19                   | Antonio Navarro Wolff         |
| Óscar Hoyos Naranjo                                             |        | Alianza Democrática M-19                   | Antonio Navarro Wolff         |
| Germán Toro Zuluaga                                             |        | Alianza Democrática M-19                   | Antonio Navarro Wolff         |
| Orlando Fals Borda                                              |        | Alianza Democrática M-19                   | Antonio Navarro Wolff         |
| Augusto Ramírez Cardona                                         |        | Alianza Democrática M-19                   | Antonio Navarro Wolff         |
| Abel Rodríguez Céspedes                                         |        | Alianza Democrática M-19                   | Antonio Navarro Wolff         |
| Germán Rojas Niño                                               |        | Alianza Democrática M-19                   | Antonio Navarro Wolff         |
| Álvaro Echeverry Uruburu                                        |        | Alianza Democrática M-19                   | Antonio Navarro Wolff         |
| Francisco Maturana (no asumió)                                  |        | Alianza Democrática M-19                   | Antonio Navarro Wolff         |
| Marcos Chalita (reemplazó a Francisco Maturana)                 |        | Alianza Democrática M-19                   | Antonio Navarro Wolff         |
| Álvaro Gómez Hurtado                                            |        | Movimiento de Salvación Nacional           | Álvaro Gómez Hurtado          |
| Carlos Lleras de la Fuente                                      |        | Movimiento de Salvación Nacional           | Álvaro Gómez Hurtado          |
| Raimundo Emiliani Román                                         |        | Movimiento de Salvación Nacional           | Álvaro Gómez Hurtado          |
| Tulio Cuevas Romero                                             |        | Movimiento de Salvación Nacional           | Álvaro Gómez Hurtado          |
| Alberto Zalamea Costa                                           |        | Movimiento de Salvación Nacional           | Álvaro Gómez Hurtado          |
| Cornelio Reyes Reyes                                            |        | Movimiento de Salvación Nacional           | Álvaro Gómez Hurtado          |
| Rafael Molina Giraldo                                           |        | Movimiento de Salvación Nacional           | Álvaro Gómez Hurtado          |
| Luis Guillermo Nieto Roa                                        |        | Movimiento de Salvación Nacional           | Álvaro Gómez Hurtado          |
| Jasaam Hederich                                                 |        | Movimiento de Salvación Nacional           | Álvaro Gómez Hurtado          |
| Carlos Daniel Abello Roca                                       |        | Movimiento de Salvación Nacional           | Álvaro Gómez Hurtado          |
| Juan Carlos Esguerra Portocarrero                               |        | Movimiento de Salvación Nacional           | Álvaro Gómez Hurtado          |
| Misael Pastrana Borrero (renunció)                              |        | Social Conservador                         | Misael Pastrana Borrero       |
| Rodrigo Llorente Martínez (reemplazó a Misael Pastrana Borrero) |        | Social Conservador                         | Misael Pastrana Borrero       |
| Augusto Ramírez Ocampo                                          |        | Social Conservador                         | Misael Pastrana Borrero       |
| Mariano Ospina Hernández                                        |        | Social Conservador                         | Misael Pastrana Borrero       |
| Hernando Yepes Arcila                                           |        | Social Conservador                         | Misael Pastrana Borrero       |
| Carlos Rodado Noriega                                           |        | Social Conservador                         | Misael Pastrana Borrero       |
| Horacio Serpa Uribe                                             |        | Liberal                                    | Horacio Serpa Uribe           |
| Guillermo Perry Rubio                                           |        | Liberal                                    | Horacio Serpa Uribe           |
| Eduardo Verano de la Rosa                                       |        | Liberal                                    | Horacio Serpa Uribe           |
| Jaime Castro Castro                                             |        | Liberal                                    | Jaime Castro Castro           |
| Hernando Herrera Vergara                                        |        | Liberal                                    | Jaime Castro Castro           |
| Jesús Pérez González-Rubio                                      |        | Liberal                                    | Jaime Castro Castro           |
| Jaime Ortiz Hurtado                                             |        | UC                                         | Jaime Ortiz Hurtado           |
| Arturo Mejía Borda                                              |        | UC                                         | Jaime Ortiz Hurtado           |
| Carlos Lemos Simmonds                                           |        | Liberal                                    | Carlos Lemos Simmonds         |
| Diego Uribe Vargas                                              |        | Liberal                                    | Carlos Lemos Simmonds         |
| Alfredo Vázquez Carrizosa                                       |        | Unión Patriótica                           | Alfredo Vázquez Carrizosa     |
| Aída Avella                                                     |        | Unión Patriótica                           | Alfredo Vázquez Carrizosa     |
| Juan Gómez Martínez                                             |        | Social Conservador                         | Juan Gómez Martínez           |
| Hernando Londoño Jiménez                                        |        | Social Conservador                         | Juan Gómez Martínez           |
| Rodrigo Lloreda Caicedo                                         |        | Social Conservador                         | Rodrigo Lloreda Caicedo       |
| Miguel Santamaría Dávila                                        |        | Social Conservador                         | Rodrigo Lloreda Caicedo       |
| Julio Salgado Vásquez                                           |        | Liberal                                    | Julio Salgado Vásquez         |
| Fernando Carrillo Flórez                                        |        | Liberal - Mov. Estudiantil                 | Fernando Carrillo Flórez      |
| Antonio Galán Sarmiento                                         |        | Liberal                                    | Antonio Galán Sarmiento       |
| Helena Herrán de Montoya                                        |        | Liberal                                    | Helena Herrán de Montoya      |
| Juan B. Fernández Renowitzky                                    |        | Liberal                                    | Juan B. Fernández Renowitzky  |
| Alfonso Palacio Rudas                                           |        | Liberal                                    | Alfonso Palacio Rudas         |
| Carlos Fernando Giraldo Ángel                                   |        | Liberal                                    | Carlos Fernando Giraldo Ángel |
| Armando Holguín Sarria                                          |        | Liberal                                    | Armando Holguín               |
| Eduardo Espinosa Faciolince                                     |        | Liberal                                    | Eduardo Espinosa Faciolince   |
| Carlos Holmes Trujillo García                                   |        | Liberal                                    | Carlos Holmes Trujillo García |
| Miguel Antonio Yepes Parra                                      |        | Liberal                                    | Miguel Antonio Yepes Parra    |
| Gustavo Zafra Roldán                                            |        | Liberal                                    | Gustavo Zafra Roldán          |
| Guillermo Guerrero Figueroa                                     |        | Liberal                                    | Guillermo Guerrero Figueroa   |
| Jaime Benítez Tobón                                             |        | Liberal                                    | Jaime Benítez Tobón           |
| Iván Marulanda Gómez                                            |        | Liberal                                    | Iván Marulanda Gómez          |
| Guillermo Plazas Alcid                                          |        | Liberal                                    | Guillermo Plazas Alcid        |
| Jaime Arias López                                               |        | Liberal                                    | Jaime Arias López             |
| Francisco Rojas Birry                                           |        | Organización Nacional Indígena de Colombia | Francisco Rojas Birry         |
| Lorenzo Muelas Hurtado                                          |        | Autoridades Indígenas de Colombia          | Lorenzo Muelas Hurtado        |

### Constituyentes sin voto
| Constituyente          | Imagen | Movimiento                                 |
| ---------------------- | ------ | ------------------------------------------ |
| Jaime Fajardo Landaeta |        | Ejército Popular de Liberación             |
| Darío Mejía            |        | Ejército Popular de Liberación             |
| José Matías Ortiz      |        | Partido Revolucionario de los Trabajadores |
| Alfonso Peña Chepe     |        | Movimiento Armado Quintín Lame             |

## Desarrollo de la Asamblea
La Asamblea se instaló el 5 de febrero de 1991, con la presidencia ad-hoc preparatoria de los delegatarios Aída Avella y Carlos Daniel Abello (los primeros en orden alfabético por apellido). Ante la pluralidad de partidos políticos representados en la Asamblea, se hizo necesario llegar a un acuerdo sobre la conformación de la mesa directiva; así, el Partido Liberal, el Movimiento de Salvación Nacional y la Alianza Democrática M-19 pactaron la elección de una presidencia tripartita; al ser relegado del acuerdo, el jefe del Partido Social Conservador, el expresidente Misael Pastrana, renunció a la Asamblea. Los máximos líderes del MSN y la AD M-19, Álvaro Gómez Hurtado y Antonio Navarro Wolff representaron a sus colectividades en la Presidencia, mientras que el representante liberal surgió de un acuerdo entre los tres constituyentes con mayor votación (Horacio Serpa, Jaime Castro y Carlos Lemos), siendo elegido Horacio Serpa. La asamblea sesionó en el Centro de convenciones Gonzalo Jiménez de Quesada.
Presidentes de la Asamblea Nacional Constituyente
- Álvaro Gómez Hurtado, Movimiento de Salvación Nacional
- Antonio Navarro Wolff, Alianza Democrática M-19
- Horacio Serpa Uribe, Partido Liberal Colombiano

Luego de cinco meses de deliberaciones la Asamblea entregó la redacción final de la nueva Constitución Política, que fue firmada por todos los Delegatarios Constituyentes el 4 de julio de 1991.

### Comisiones
Al establecer su reglamento y organización, la Asamblea Constituyente se distribuyó en las siguientes comisiones permanentes:
- Comisión Primera: principios, derechos y reforma constitucional.
- Comisión Segunda: Ordenamiento Territorial
- Comisión Tercera: reformas al Gobierno y al Congreso.
- Comisión Cuarta: administración de justicia y Ministerio Público.
- Comisión Quinta: temas económicos, sociales y ecológicos

## Debates destacados

### Extradición
La Constituyente abordó el tema de la extradición en un momento en el que ésta se había convertido en una de las herramientas más fuertes de lucha contra la droga, al punto de que un grupo importante de narcotraficantes llegaron a proponer su entrega con la condición de no ser extraditados a Estados Unidos; se considera que el respaldo a la extradición fue una de las razones por las que fueron asesinados, el ministro de Justicia Rodrigo Lara Bonilla, el procurador general de la Nación Carlos Mauro Hoyos, el candidato presidencial Luis Carlos Galán Sarmiento y el exministro de Justicia Enrique Low Murtra, entre otros.
Así, mientras algunos dirigentes del liberalismo (Diego Uribe Vargas), el conservatismo (Juan Gómez Martínez) e independientes (Jaime Fajardo Landaeta) promovieron la prohibición de la extradición por no ser un trato digno para los colombianos, otras voces como la de Iván Marulanda rechazaron la prohibición por considerarlo una cesión a los narcotraficantes y algunos más, como María Mercedes Carranza argumentaban que no había garantías para debatir el tema.
Llegado el momento de votar en la plenaria, la extradición fue abolida por 51 votos contra 13.